# Ignace de Laconi
Pour les articles homonymes, voir Saint Ignace et Laconi (homonymie).
Vincent Peis (en italien, Vincenzo Peis), en religion Ignace de Laconi, né le 17 décembre 1701 à Laconi (Italie) et mort le 11 mai 1781 à Cagliari (Italie), est un religieux de l’Ordre des Frères Mineurs Capucins canonisé le 21 octobre 1951 par le pape Pie XII. Il est commémoré le 11 mai de chaque année.

## Biographie
Vincent Peis est né de l'union de Mattia Peis Cadello et d'Anna Maria Sanna Casu, paysans pauvres. Il est le deuxième enfant d'une fratrie de neuf. Vncent Peis ne sera jamais scolarisé et restera illettré toute sa vie. Enfant il sert comme enfant de chœur. Adolescent il aime assister à la messe tous les jours. Il pratique également le jeûne et la mortification. Il aide ses parents aux travaux des champs.
À l'âge de 18 ans, il tombe gravement malade et fait vœu de devenir capucin s'il guérissait. Guéri son père le convainc d'attendre avant de rejoindre l’ordre des frères Mineurs Capucins,.
Deux ans plus tard, il manque de se tuer alors que son cheval s'est emballé au bord d’un précipice. Se souvenant de sa promesse faite deux ans plus tôt il décide de renter dans les ordres.
Le 3 novembre 1721, Vincent se présente au couvent des Capucins à Cagliari où il est refusé. Mais, grâce à la médiation de Gabriele Aymerich marquis de Laconi, il y est finalement accepté. Le 10 novembre 1721 il revêt l'habit des capucins et prend le nom de « frère Ignace de Laconi ».
Vincent aurait déclaré concernant le vœu d'obéissance que « L'obéissance religieuse doit être aveugle et volontaire »[réf. nécessaire].
Le 10 novembre 1722 il prononce ses vœux religieux au sein de l'ordre et est transféré au couvent San Francesco à Iglesias. Il s'y verra confier la charge d'intendant et de responsable de la mendicité dans la campagne du Sulcis. Il est successivement transféré dans les couvents à Domusnovas, Sanluri, Oristano et Quartu, avant d'être transféré au couvent à Cagliari où il est affecté à la filature de la laine du couvent servant à fabriquer le tissu pour les religieux.
En 1741, à l'âge de 40 ans, il est chargé de mendier dans la ville de Cagliari des offrandes pour les besoins du couvent et pour les pauvres. Il exercera cette fonction pendant 40 ans, jusqu' une cécité l'en empêche et en fait son apostolat. Il instruisait également les enfants, réconfortait les malades et exhortait les pécheurs à faire pénitence.
Plusieurs miracles lui sont attribués de son vivant[réf. nécessaire].
Selon la légende, Vincent ne demandait jamais d'argent à un usurier craignant qu'en acceptant l'aumône, il ne partage les injustices de cet homme. Un jour celui-ci alla se plaindre de cette situation au supérieur du couvent. Celui-ci commanda à Vincent d'aller quêter auprès de cet usurier et d'accepter ce qui lui serait remis. Un grand sac de nourriture lui est alors remis, mais de retour au couvent du sang se serait écoulé du sac. Vincent aurait simplement dit : « C'est le sang des pauvres pressé par l'usure »[réf. nécessaire].

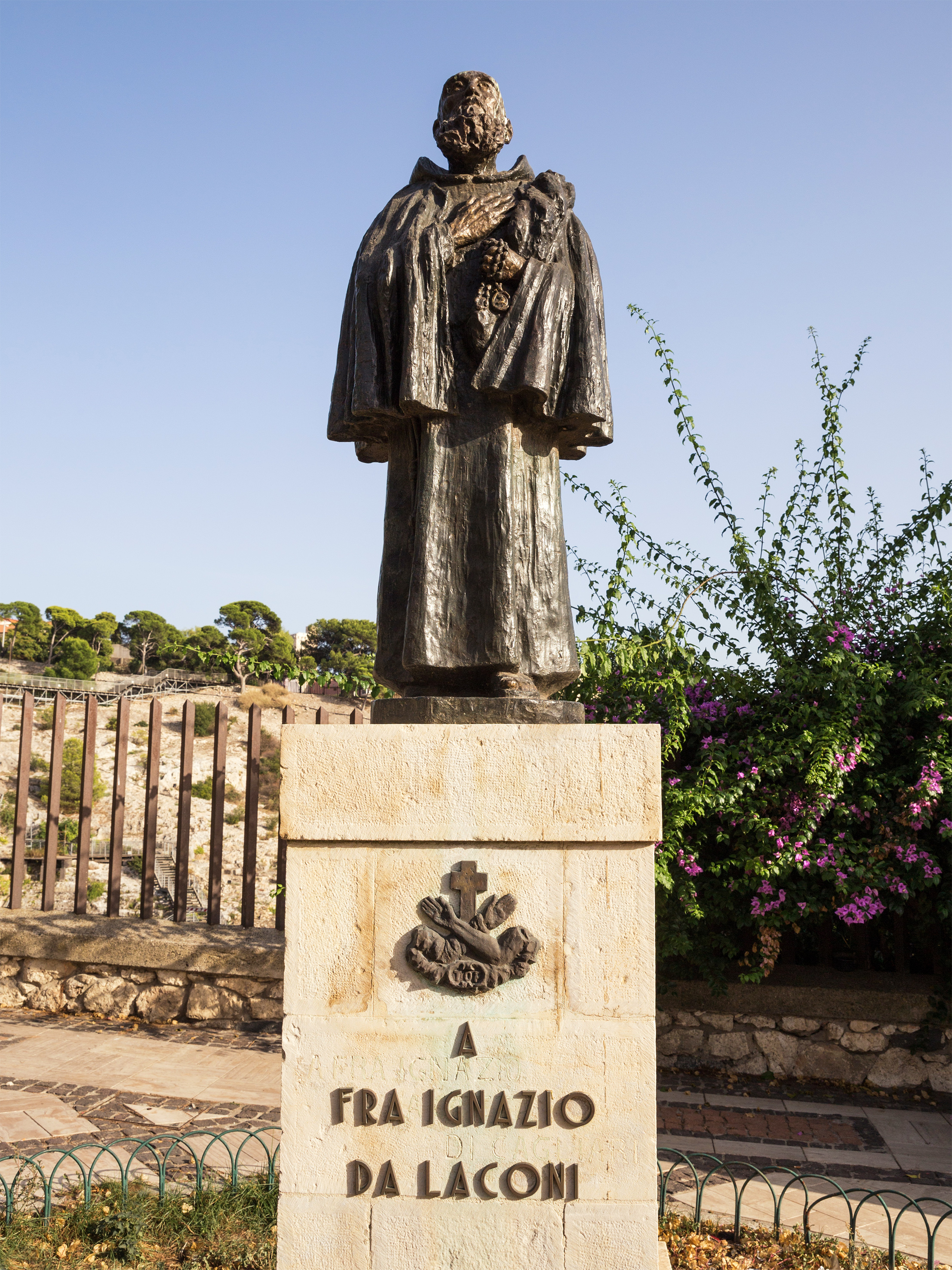
Statue d'Ignace de Laconi

En 1779, Vincent devenu aveugle, est exempté de la mendicité. Il continue toutefois à participer à la vie commune des frères, se soumettant à toutes les règles de l'ordre et pratiques disciplinaires. Il meurt le 11 mai 1781 à l'âge de 80 ans.
Plusieurs rapports font état de miracles survenus sur sa tombe.

## Canonisation
Le 26 mai 1869, il est déclaré vénérable par le pape Pie XI. Le 16 juin 1940 il est béatifié  par le Pape Pie XII. Il est ensuite canonisé le 21 octobre 1951 par ce même pape. Liturgiquement, il est commémoré le 11 mai de chaque année.
Sa dépouille se trouve dans église du couvent Sant'Antonio à Cagliari (où se trouve également celle du bienheureux Nicolas de Gesturi).
Le 11 mars 2007, saint Ignace de Laconi a été proclamé patron de la province d'Oristano.
Ignace est traditionnellement représenté avec la besace et le bâton, attributs des frères quêteurs.

### hommages de la société civile
À Laconi sa maison natale peut se visiter.
En Italie un timbre de 45 centimes a été émis à son effigie.

## Sources
- (it) Cet article est partiellement ou en totalité issu de l’article de Wikipédia en italien intitulé « Ignazio da Laconi » (voir la liste des auteurs).
- Osservatore Romano
- Documentation Catholique : 1951 col.1555-1562
- Le petit livre des Saints - Rosa Giorgi - Larousse - 2006 - page 284 -  (ISBN 2-03-582665-9)